# 爆笑おすピー大問題!!
『爆笑おすピー大問題!!』（ばくしょうおすぴーだいもんだい）は、フジテレビ系列で2004年10月13日から2005年3月30日まで、毎週水曜日の19:00 - 19:57（JST）に放送されていたバラエティー番組。

## 概要
番組の内容は、学校の設定で教師役の爆笑問題（先生：太田光、助手：番組終了まで梅津弥英子アナが担当、初期には高島彩アナが担当していた）、生徒役のおすぎ・ピーコ・田中裕二とゲストの芸能人との「激しい」やりとりで、意外と知らないけど役に立つ、知られざるルールを勉強し、楽しみながら見ているうちに、役に立つ情報がしっかり身につくというもの。しかし裏番組に勝てず、半年で終了。これによりハッピーボーイズ!以来3年間続いた爆笑・おすピーは幕を閉じた。
なお、前番組『爆笑おすピー問題』ではステレオ放送だったが本番組ではモノラル放送だった。

## スタッフ
- ナレーション : 窪田等
- 構成 : 田中直人、秋葉高彰、鈴木浩介、佐藤修、大井達朗、野口悠介
- スーパーバイザー : 谷口秀一
- 編成 : 荒井昭博・濱野貴敏（フジテレビ）
- 広報 : 清野真紀（フジテレビ）
- デスク : 田中真貴
- リサーチ : 小林清人、坂本ゆみか、小堀裕也
- アシスタントプロデューサー : 工藤江美子、酒井義文（安寿）
- ディレクター : 石川綾一（フジテレビ）、麻布太郎、日浦浩二、上原千絵（リアル）
- 演出 : 本間学（フジテレビ情報番組センター）、若林愛美・守下雅也（安寿）、山崎敏光（リアル）、桃井隆宏・河井二郎（共同テレビ）
- 監修 : 石田昌浩（安寿）
- 協力プロデューサー : 坪田譲治（フジテレビバラエティ制作センター）
- プロデューサー : 岩村真理子（フジテレビ情報番組センター）、菅沼和美（安寿）、古山洋也（リアル）/大野高義（フジテレビ情報番組センター）
- 制作協力 : 安寿、REAL、共同テレビ
- 制作著作 : フジテレビ